# Ligne de Montluçon à Gouttières
La ligne de Montluçon à Gouttières est une ancienne ligne de chemin de fer française à écartement standard et à voie unique non électrifiée.
Elle traversait le nord des Combrailles de Montluçon (au nord) jusqu'à Gouttières (au sud). Elle est aujourd'hui fermée et partiellement aménagée en voie verte.

## Tracé
Elle traversait tout le nord des Combrailles de Montluçon à Gouttières en passant par Néris-les-Bains.
Au lieu-dit Saint-Argier sur la commune de Durdat-Larequille, l'ancien aqueduc romain alimentant la cité antique de Néris est coupé par la construction de cette voie ferrée.

## Histoire

### Genèse
La loi du 17 juillet 1879 (dite plan Freycinet) portant classement de 181 lignes de chemin de fer dans le réseau des chemins de fer d’intérêt général retient en n° 106, une ligne de « Saint-Éloi au col de Vauriat et raccordement du col de Gouttières à la ligne de Montluçon à Eygurande ».
La Compagnie du chemin de fer de Paris à Orléans obtient par une convention signée avec le ministre des Travaux publics le 17 juin 1892 la concession à titre définitif de la ligne à voie métrique de Gouttières à Létrade. Cette convention a été entérinée par une loi le 20 mars 1893. Toutefois, ce projet ne sera pas réalisé, remplacé par une liaison directe entre Montluçon et Gouttières.
Dans les années 1880, la station thermale de Néris, qui reçoit 3 200 curistes pour 2 200 habitants, n'a pas de station de chemin de fer proche. Les curistes doivent descendre en gare de Montluçon ou à celle de Chamblet - Néris, toutes deux nécessitant de prendre la route sur plusieurs kilomètres pour arriver à destination. Cette situation suscite plusieurs projets avant celui d'un chemin de fer de Montluçon à Gouttières, par Néris, dont l'intérêt est souligné par la chambre de commerce dans sa séance du 14 mai 1900. Ce projet prend forme en 1910, permettant après enquête d'être déclaré d'utilité publique par une loi le 7 juillet 1913 et attribué à la Compagnie du chemin de fer de Paris à Orléans par la convention du 20 février 1913. Cette même convention concède à titre éventuel à la compagnie une ligne de Gouttières à Eygurande qui ne sera pas réalisée.

### Construction
Néanmoins il faut attendre le 16 décembre 1919 pour que son tracé définitif soit approuvé, ce retard étant dû à la Première Guerre mondiale. La concession prévoyant qu'une partie des travaux – plate-forme de la voie, ouvrages d'art et maisons des gardes barrières – sont à la charge de l'État, son service des Ponts et chaussées adjuge, le 28 juillet 1919, l'ensemble de ces réalisations à l'entrepreneur François Mercier, originaire de Tronget et établi à Moulins. L'entreprise exécute l'ensemble des travaux entre 1921 et 1926, la remise de ces infrastructures, à la compagnie d'Orléans, étant consignée par le procès-verbal du 11 mai 1929, établi par Rambaud, l'ingénieur chargé de superviser la ligne, et signifié à la compagnie par l'ingénieur en chef Gerdes. La compagnie, qui a la charge de réaliser les superstructures, voie ferrée et gares dont les plans ont été approuvés le 23 novembre 1928, les exécute entre 1929 et 1931.

### Mise en service
Après une circulation de reconnaissance de la ligne le 5 mai 1931, la mise en service a lieu, le 15 mai 1931, bien qu'il reste encore des travaux à terminer, notamment la gare de Néris, car la station doit être ouverte pour la saison thermale. Du fait de l'indisponibilité des autorités, une inauguration officielle a lieu en juillet 1931.

### Déclin et fermeture
Le trafic des trains de voyageurs est suspendu par la Société nationale des chemins de fer français le 15 mai 1939. À partir de cette date, seuls circulent les trains de marchandises à l'exception d'un express Paris - Néris-les-Bains qui continue à arpenter la section venant de Montluçon jusqu'en septembre 1957. Entre 1941 et 1942, pour faire face aux pénuries affectant le transport par route, des trains omnibus seront temporairement rétablis.
La section de Pionsat à Gouttières (PK 361,300 à 372,210) est déclassée par décret le 12 novembre 1954. La section restante, de Montluçon à Pionsat (PK 328,713 à 361,300), est déclassée par décret le 14 janvier 1972.
La section de Montluçon à Néris-les-Bains est une voie verte de 6 km.

## Infrastructures

### Ouvrages d'art

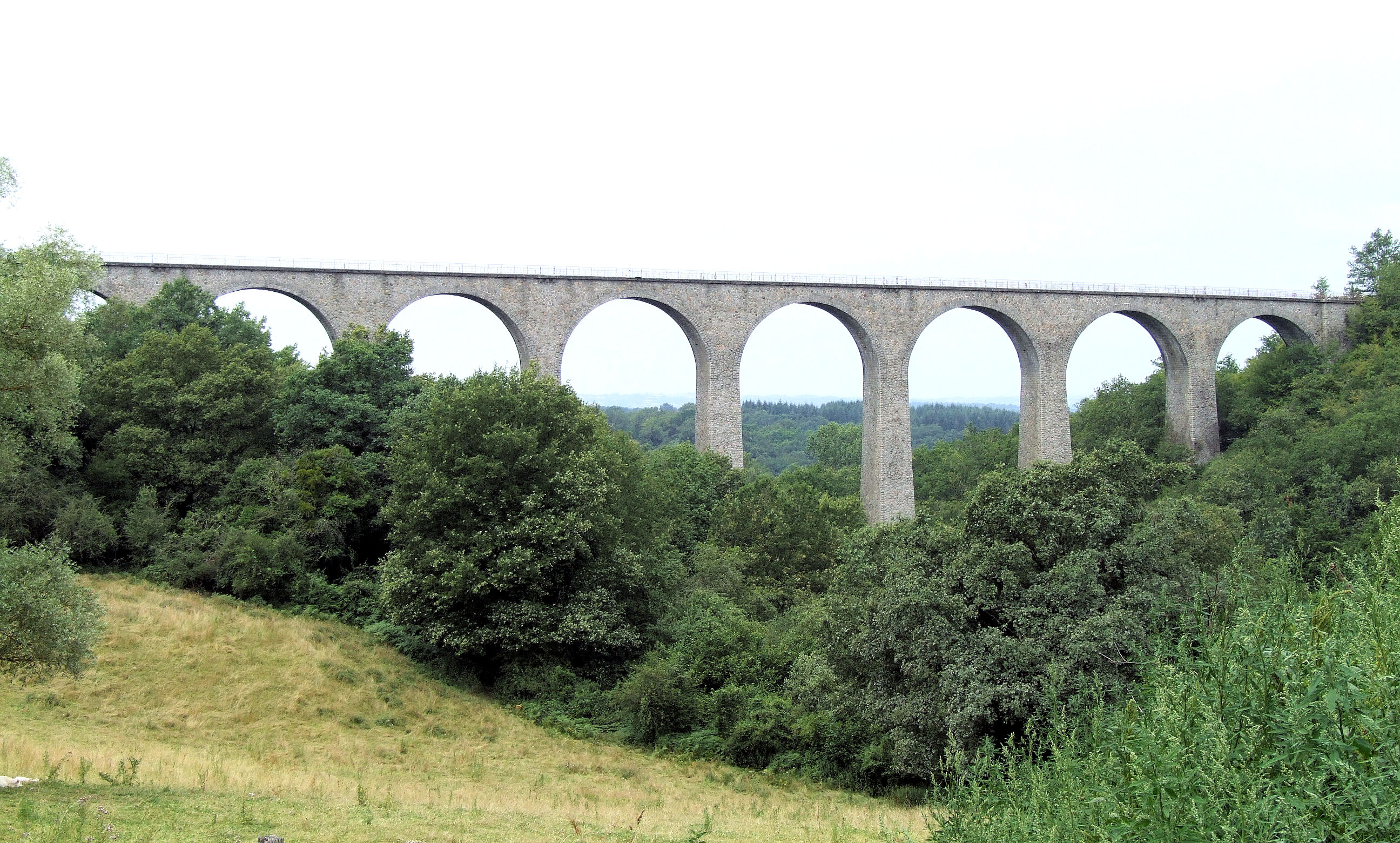
Viaduc

- Viaduc de Sainte-Agathe (7 arches de 16 m)
- Viaduc de Pérassier (9 arches de 18 m)
- Viaduc des Arcades (13 arches)
- Viaduc de Néris (7 arches de 10 m)
- Viaduc de la Cellette (8 arches de 10 m)[14]
- Tunnel de Bouchauds (585 m)

### Gares

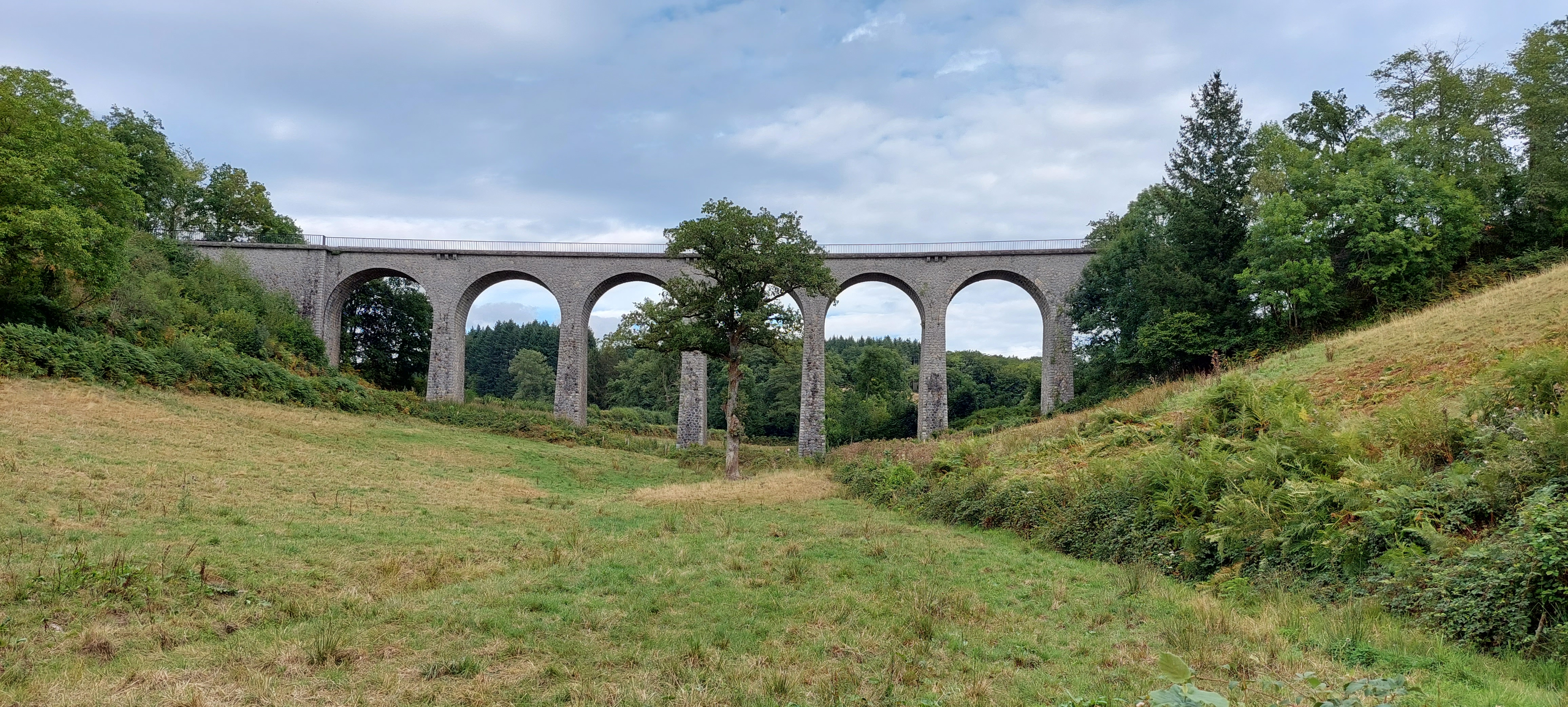
Viaduc de La Cellette

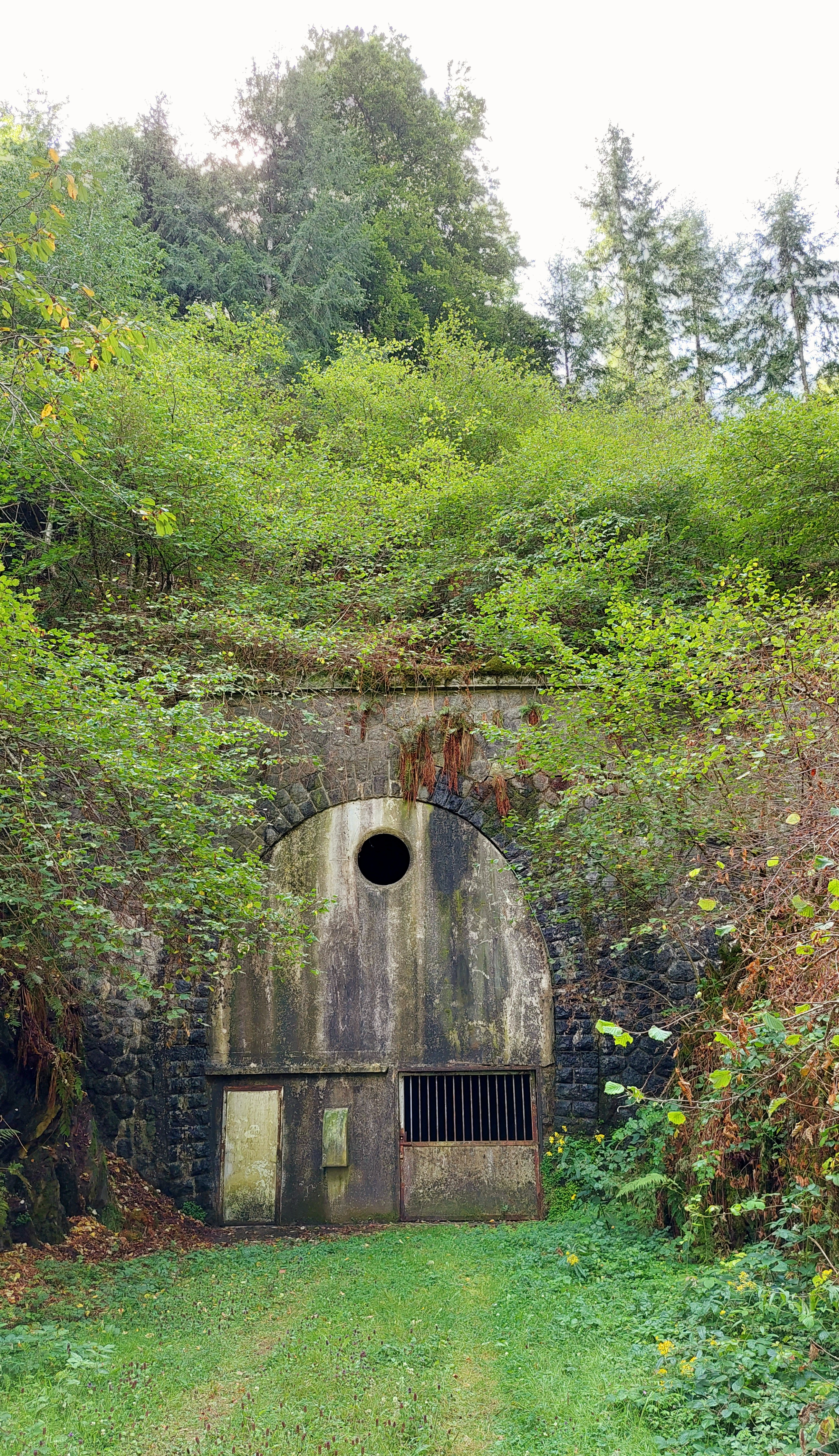
Tunnel des Bouchauds en août 2022

- Viaduc de La CelletteMontluçon
- Néris-les-Bains
- Durdat-Larequille
- Terjat
- Marcillat
- Saint-Fargeol
- Pionsat